# ブレット・エマートン
ブレット・マイケル・エマートン（Brett Michael Emerton, 1979年2月22日 - ）は、オーストラリア出身の元サッカー選手。現役時代のポジションはミッドフィールダー。2002年にオセアニア年間最優秀選手賞に選ばれた。

## 来歴
1997年、18歳にして地元のシドニー・オリンピックFCでデビュー。ここで1998年の国内リーグ新人王に選ばれると2000-2001シーズンにはオランダのフェイエノールトへと移籍した。
フェイエノールトでは初年度から28試合に出場。翌シーズンにはレギュラーを確保するとUEFAカップに出場し、優勝に貢献。（エマートン自身は出場停止のため決勝には出られなかった）この活躍からオセアニア年間最優秀選手賞に選ばれ、プレミアの数クラブから関心を持たれたものの残留。2002-2003シーズンも主力として活躍。2003-2004シーズンにはブラックバーンへと移籍。主に右サイドバックとしてプレー、8シーズンにわたり主力として200試合以上に出場するなど活躍した。
2011年8月25日、地元のシドニーFCへ移籍、11シーズンぶりに母国に戻った。
2014年1月16日、現役引退を表明した。
オーストラリア代表としては1998年2月7日のチリ戦でデビュー、2002 FIFAワールドカップ出場こそ逃したものの2006年には2006 FIFAワールドカップに出場しベスト16進出を経験した。

## エピソード
2001年日韓コンフェデレーションズカップに、オーストラリア代表主力として出場したが、日本代表との準決勝前に、妹の結婚式の為に帰国した。なお、大会前からもし準決勝に進出しても妹の結婚式に間に合うよう帰国すると約束して、大会に出場していたという。また、他のオーストラリア代表2名も、日本との準決勝後、3位決定戦のブラジル戦があるにも関わらず、エマートンの妹の結婚式に出席するために帰国した。

## 代表歴

### 出場大会
- オーストラリア代表
  - 2006 FIFAワールドカップ
  - 2010 FIFAワールドカップ

### 試合数
- 国際Aマッチ 95試合 20得点（1998年-2012年）[3]

| オーストラリア代表 | 国際Aマッチ | 国際Aマッチ |
| 年                 | 出場        | 得点        |
| ------------------ | ----------- | ----------- |
| 1998               | 5           | 0           |
| 1999               | 0           | 0           |
| 2000               | 10          | 1           |
| 2001               | 7           | 3           |
| 2002               | 0           | 0           |
| 2003               | 2           | 1           |
| 2004               | 10          | 4           |
| 2005               | 11          | 2           |
| 2006               | 9           | 0           |
| 2007               | 8           | 1           |
| 2008               | 7           | 4           |
| 2009               | 3           | 1           |
| 2010               | 6           | 0           |
| 2011               | 13          | 1           |
| 2012               | 4           | 2           |
| 通算               | 95          | 20          |